# Adam Schlitt
Adam Schlitt (* 3. April 1913 in Szakadát bei Pécs, Königreich Ungarn, Österreich-Ungarn; † 5. Februar 1990 in Sinsheim) war Lehrer und Philologe. Er gründete 1959 die ungarndeutsche Akademikerverbindung Suevica Pannonica und war über zehn Jahrgänge Herausgeber von deren Archivschrift. Außerdem hat er sich Verdienste als Heimatforscher im Bereich der Großen Kreisstadt Sinsheim erworben, wo er seit 1951 lebte. Er war Gründungsmitglied im Heimatverein Kraichgau und hat dessen Schriftenreihe konzipiert und redaktionell geleitet.

## Leben
Adam Schlitt wurde als Sohn ungarndeutscher Eltern in der damals rein deutschen Gemeinde Saggetal (Szakadát) geboren. Noch im Jahr seiner Geburt wanderte die Familie in die USA aus, wo sich der Vater in Milwaukee und Akron als Maurer verdingte. Nach einigen Jahren kehrte die Mutter mit den Kindern wieder nach Ungarn zurück, während der Vater in den USA blieb. Ab 1924 besuchte Schlitt das Progymnasium in Gyönk, später das Zisterziensergymnasium in Pécs, wo er 1932 sein Abitur absolvierte. Direkt im Anschluss begann er in Budapest ein Studium der Philologie, geriet jedoch aufgrund seiner deutschungarischen Gesinnung in Schwierigkeiten und wechselte deswegen nach Debrezin, wo er zusätzlich noch Jura studierte. 1938 promovierte er zum Dr. phil., seine Dissertationsschrift hatte die „Mundart von Szakadát“ zum Thema.
Nach dem Studium widmete sich Schlitt der Erforschung des ungarndeutschen Volkstums. Mit dem Germanisten Richard Huß erstellte er eine (im Zweiten Weltkrieg verlorene) Sammlung von ungarndeutschen Volksliedern.
In dem nationalsozialistischen Volksbund der Deutschen in Ungarn (VDU), für den er sich 1938 zu engagieren begann, übernahm er zunächst das „Landesamt für Kultur“. 1941 übernahm er auch die „Deutsche Volkshilfe“, das Amt für Sozialwesen des VDU. Dort leistete er während des Zweiten Weltkrieges Volks- und Soldatenhilfe. Im November desselben Jahres heiratete er Gerda Kessler, die Tochter eines Professors aus Siebenbürgen. Der Ehe entstammten zwei Töchter.
Nach dem Ende des Zweiten Weltkriegs und mit der Vertreibung der Ungarndeutschen kamen Schlitt und seine Familie zunächst nach Oberösterreich. Im Sommer 1946 kam die Familie schließlich nach Schönau bei Heidelberg. An der Universität Heidelberg nahm Schlitt nochmals ein Studium der Fächer Deutsch, Englisch und Geschichte auf. Nach dem Staatsexamen 1948 war er zunächst Lehrer in Heidelberg, 1950 wechselte er als Oberstufenlehrer für Deutsch und Geschichte ans Wilhelmi-Gymnasium nach Sinsheim, wohin er 1951 mit seiner Familie auch zog. Innerhalb des Volksbildungswerks des Landkreises Sinsheim begann er eine rege Vortragstätigkeit zu ungarndeutschen Themen. Von 1953 bis 1966 stand er der Außenstelle Sinsheim des Volksbildungswerks als Leiter vor. 1959 gründete er die ungarndeutsche Akademikerverbindung Suevia Pannonica, deren Archivschrift er von 1964 bis 1981 herausgab.
Schlitt zählte außerdem zu den Gründungsmitgliedern des Heimatvereins Kraichgau. Er plante und redigierte die Schriftenreihe Kraichgau, die ab 1968 erschien und für die er zahlreiche Beiträge auch selbst verfasste. 1963 gab er außerdem die Festschrift zur 1200-Jahr-Feier Sinsheims heraus. Inklusive Zeitungsartikeln umfasst die Liste seiner Beiträge und Publikationen rund 400 Titel.
1973 erhielt er anlässlich seines 60. Geburtstages für seine „Verdienste um die Heimatforschung im Kraichgau und die Pflege des ungarndeutschen Volkstums“ das Bundesverdienstkreuz am Bande verliehen. 1981 wurde er mit dem ungarndeutschen Kulturpreis ausgezeichnet. 1984 war er der erste Träger der von der Stadt Sinsheim verliehenen Goldenen Karl-Wilhelmi-Gedenkmünze.